# Chiesa cattolica caldea
La Chiesa cattolica caldea (in siriaco ܥܕܬܐ ܟܠܕܝܬܐ ܩܬܘܠܝܩܝܬܐ; in arabo الكنيسة الكلدانية الكاثوليكية‎?) è una Chiesa cattolica sui iuris di rito siriaco orientale, insignita del titolo patriarcale (in latino Patriarchatus Bagdathensis Chaldaeorum), con comunità in Medio Oriente, Europa, Oceania e America settentrionale.
Il primate della Chiesa cattolica caldea è il patriarca di Baghdad, che ha sede nell'omonima città; l'attuale patriarca è Louis Raphaël I Sako.
I fedeli sono poco più di 600.000, di cui circa 250.000 vivono in Iraq, dove rappresentano la maggioranza dei fedeli cristiani.

## Aspetti generali
Liturgia caldea
La liturgia caldea prevede che la Messa sia quasi tutta cantata, compresa la lettura del Vangelo. Il canto è tipicamente cantilenante e ripetitivo, ma di forte carattere sacrale. La celebrazione può svolgersi, a seconda delle circostanze, sia in arabo che in aramaico.

In chiesa, uomini e donne sono separati. Al momento di ricevere l'eucaristia, le donne che si avvicinano all'altare coprono la testa con un velo.

Le Messe domenicali sono per i sacerdoti un impegno severo: dalla mezzanotte del sabato sono tenuti al digiuno, sia del cibo che delle bevande.

## Storia

### Antichità
La Chiesa cattolica caldea trae le sue origini dalla Chiesa d'Oriente, chiamata in antichità anche Chiesa persiana, sorta in Mesopotamia e fondata secondo la tradizione dall'apostolo San Tommaso nel I secolo. In comunione con l'ecumene cristiana fino al V secolo; in seguito se ne separò costituendosi in Chiesa ortodossa e autocefala con un proprio patriarca, una sua teologia, chiamata Nestorianesimo, e una tradizione liturgica propria, il rito caldeo o siriaco-orientale.
A partire dal V secolo la Chiesa d'Oriente si organizzò in province ecclesiastiche, ognuna retta da un metropolita, con a capo il patriarca, che aveva sede nella capitale dell'impero persiano a Seleucia-Ctesifonte. Quando l'impero cadde nelle mani degli arabi (VIII secolo), la sede patriarcale venne trasferita a Baghdad, capitale del califfato abbaside; nel XIV secolo infine i patriarchi si trasferirono nel nord della Mesopotamia, tra le montagne del Kurdistan.
La Chiesa d'Oriente svolse un'intensa attività missionaria al di fuori del proprio territorio di nascita, inviando missionari nella penisola araba, in India, in tutta l'Asia centrale, fino alla Mongolia e alla Cina.

### I nestoriani di Cipro e l'unione del 1445

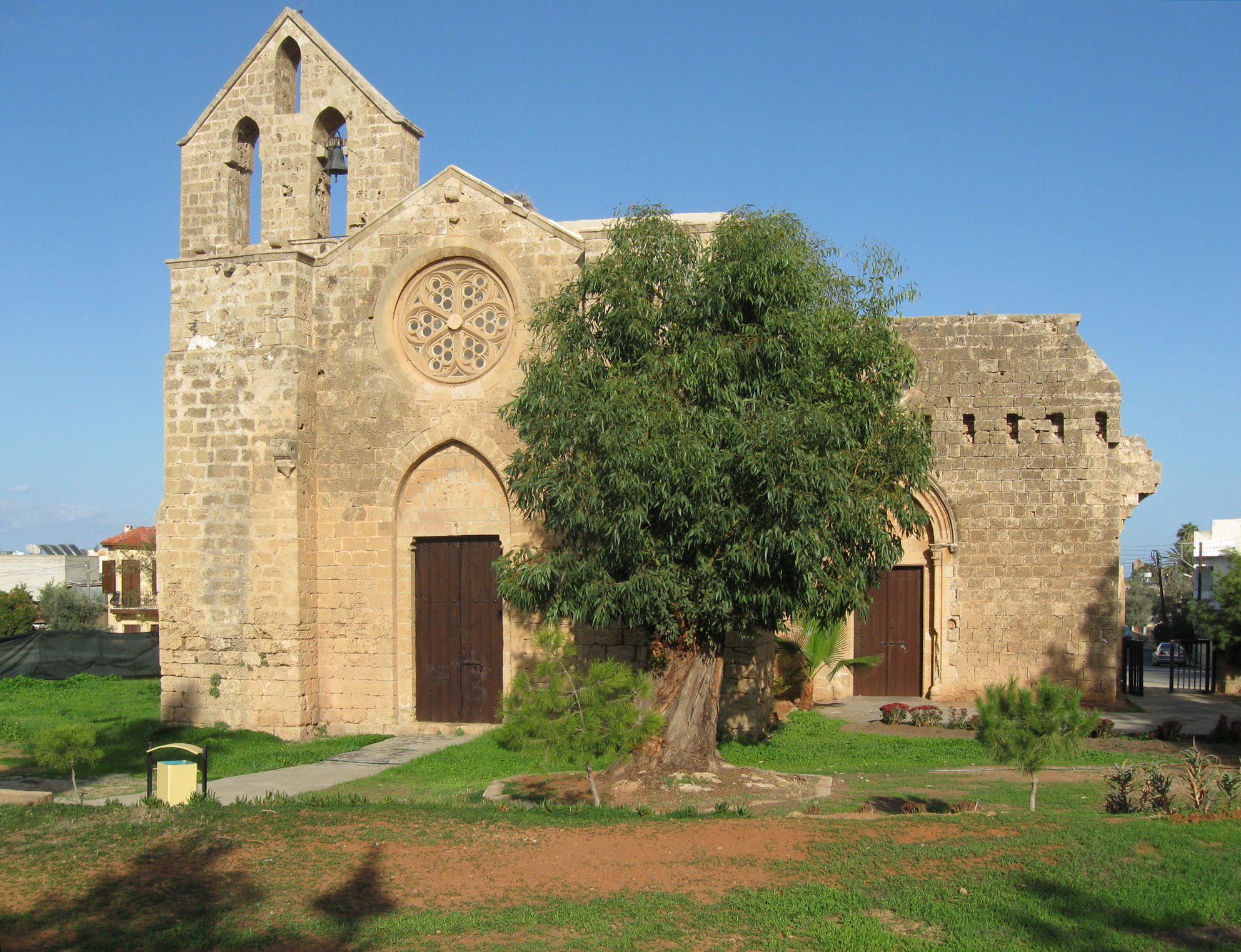
Chiesa nestoriana di Famagosta sull'isola di Cipro (ca. 1350).

Grazie alla sua posizione isolata, dovuta al mare che la separava dalla terraferma dove si combattevano tre popoli senza tradizioni marinare (arabi, turchi e mongoli), Cipro godette di un periodo di tranquillità sotto la dinastia francese dei Lusignano (1192-1489). Qui si rifugiarono gruppi di cristiani di riti diversi, tra cui nestoriani e maroniti. Nei primi anni del XIII secolo alcuni membri del clero nestoriano e maronita manifestarono il desiderio di unirsi con Roma. Un secolo dopo, una professione di fede cattolica fu pronunciata dai capi delle chiese acattoliche dell'isola (1340), nelle mani del vescovo latino di Nicosia, Elia. Ma per un'unione vera e propria con la sede di Roma si dovette aspettare il 1445. Durante il concilio di Firenze il 7 agosto fu promulgata da papa Eugenio IV la bolla Benedictus sit Deus di unione con i nestoriani ed i maroniti di Cipro. Nella bolla per la prima volta si fa menzione del termine "caldeo" per distinguere i neoconvertiti dalla chiesa d'origine nestoriana. L'unione durò ben poco. Già nel 1450 una parte dei caldei ciprioti ritornò al nestorianesimo. Nel 1472, a causa di conflitti territoriali con le diocesi latine, la giurisdizione dei vescovi delle chiese uniate fu ridotta da papa Sisto IV alle sole città sedi vescovili. Nel 1489 Cipro passò nelle mani della repubblica di Venezia, che attuò una rigida politica di latinizzazione delle chiese uniate. Ciò determinò la fine delle comunità caldeo-cattoliche cipriote.

### Età moderna

#### Prima unione con Roma

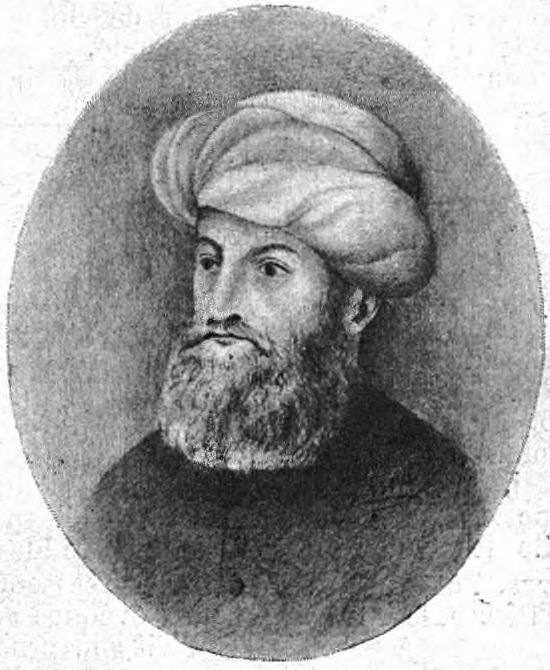
Abdisho IV Maron, secondo patriarca cattolico (1555-1570).

Alla fine del XV secolo la Chiesa d'Oriente modificò il meccanismo di trasmissione del titolo patriarcale: il patriarca Shimun IV Bassidi (c. 1437-1497) annullò la tradizionale elezione e la sostituì con la successione ereditaria nell'ambito della propria famiglia (quindi il titolo doveva andare a un nipote o ad un cugino, dato che per i patriarchi l'ordine sacro comporta il celibato). Ciò provocò numerose controversie.
Nel 1551, in dissidenza verso tale norma, alcuni vescovi si riunirono a Mosul ed elessero patriarca Yukhannan (Giovanni) Sulaqa, abate del monastero di Rabban Ormisda, presso Alqosh. Per dargli più autorità, inviarono Sulaqa a Roma, dove l'abate venne ricevuto da papa Giulio III. Il 20 febbraio 1553 Sulaqa emise una professione di fede cattolica, riconosciuta come ortodossa dai cardinali riuniti in concistoro. Il 28 aprile successivo egli ricevette dal papa il pallio: iniziò da questo giorno la prima serie di patriarchi cattolici caldei. Ritornato in patria, Sulaqa fissò la sua residenza ad Amida (nell'attuale Turchia), ma trovò la morte per mano delle autorità turche su istigazione dei sostenitori del patriarca nestoriano Shimun VII agli inizi del 1555. A Sulaqa succedettero altri sei patriarchi cattolici, che trasferirono la loro sede dapprima a Seert, poi a Salmas ed infine a Urmia in Persia. Alla morte di Shimun IX Denha (1600) fu introdotto anche tra i cattolici il principio della successione ereditaria. Questa linea patriarcale cattolica si interruppe nel 1662, quando Shimun XII Denha ruppe la comunione con Roma e aderì alla fede nestoriana. Non rinunciò al titolo di patriarca, creando una situazione di due patriarcati nestoriani: quello della Chiesa d'Oriente, con sede ad Alqosh con il titolo di "Patriarca di Babilonia", e l'altro a Qochanis, dove Shimun XII aveva trasferito la sua sede.

#### Seconda unione con Roma
Nel frattempo i patriarchi nestoriani di Alqosh non furono insensibili a una possibile unione con Roma, spinti soprattutto dal gran numero di fedeli che aderivano alla fede cattolica. Tentativi di unione furono fatti con Elia VII Bar Mama (1576-1591), la cui professione di fede cattolica però fu rifiutata da papa Sisto V, perché ancora troppo intrisa di nestorianesimo; e con alcuni suoi successori, tra cui Elia VIII (1591-1617) ed Elia X (1660-1700). Tutti questi tentativi fallirono soprattutto a causa della distanza geografica e della difficoltà a rinunciare alla fede trasmessa e ricevuta dai patriarchi precedenti.
Vero centro propulsore dell'unione con Roma fu la comunità di Amida, dove operavano i missionari Cappuccini. Qui, tra il 1660 ed il 1670 il vescovo Yosep aderì alla fede cattolica assieme a molti suoi fedeli. Dopo un periodo di prigionia e la scomunica inflittagli dal patriarca nestoriano Elia X, anche Yosep (come un secolo prima Sulaqa) si recò in pellegrinaggio a Roma, ma non ottenne niente se non un breve di felicitazioni di papa Clemente X. Del tutto insperato fu invece il firmano che ottenne dal governo turco nel 1677, che lo riconosceva patriarca di Diyarbakır (nome turco di Amida) e Mardin, indipendente dal patriarca di Alqosh. Questo decreto non aveva alcun valore dal punto di vista ecclesiastico, ma fu il punto di partenza affinché Roma prendesse la decisione definitiva, benché non ci fosse mai stata un'esplicita elezione patriarcale, di riconoscerlo come patriarca dei cattolici l'8 gennaio 1681, 19 anni dopo la rottura delle relazioni per volontà di Shimun XII. Iniziò con Yosep I la seconda serie di patriarchi in comunione con Roma, che durò fino a Yosep IV, dimissionario nel 1781.

#### Terza unione con Roma

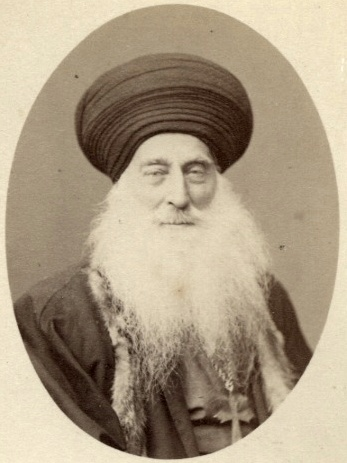
Yosep VI Audo, patriarca della Chiesa caldea dal 1848 al 1878.

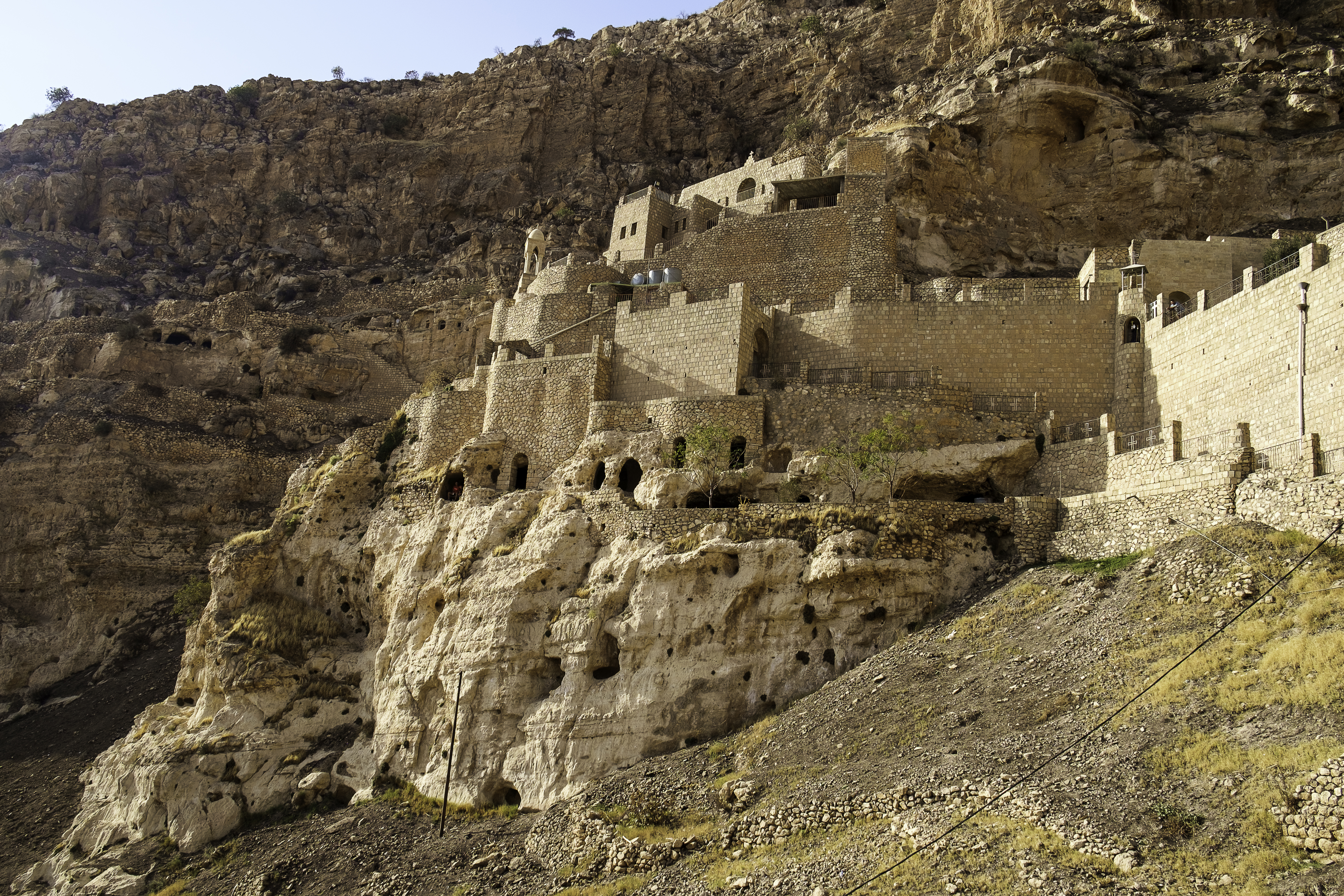
Il monastero di Rabban Ormisda nei pressi di Alqosh nel nord dell'Iraq.

Prima di dimettersi, Yosep IV, in mancanza di vescovi, aveva affidato l'amministrazione del patriarcato di Diyarbakır al nipote Augustin Hindi, semplice sacerdote, consacrato poi vescovo di Diyarbakır l'8 settembre 1804. Questi, benché aspirasse a diventare patriarca col nome di Yosep V, non fu mai riconosciuto come tale dalla Santa Sede, che gli riconobbe invece, nel 1802, il titolo di amministratore patriarcale di Diyarbakır.
Infatti nel 1771 il patriarca nestoriano Elia XII aveva sottoscritto una professione di fede cattolica riconosciuta da Roma. Allo stesso tempo suo nipote e successore designato Ishoʿyahb sottoscrisse una simile professione di fede, da Roma giudicata soddisfacente. Ma nel 1776 Elia XII consacrò vescovo e designò suo successore al posto di Ishoʿyahb un altro suo nipote, il 16-enne Hormez. Alla morte di Elia XII nel 1778, Ishoʿyahb prese possesso della sede patriarcale e presto si mostrò poco cattolico. Seguì un'elezione a patriarca (con una procedura considerata irregolare anche da Roma) del vescovo di Mardin Shamʿun e, quando questi rifiutò l'incarico, del giovane Hormez. Soltanto nel 1783, la Santa Sede, avendo perduto la speranza di recuperare Ishoʿyahb, riconobbe a Hormez il titolo di vescovo di Mosul e, con i poteri di un patriarca ma con esplicita esclusione del titolo e delle insegne patriarcali, la funzione di amministratore delle chiese caldee anteriormente governate da Elia XII e non soggette al patriarcato di Diyarbakir.
Si creò così una situazione che vide, dal 1783 al 1826, due prelati, Augustin Hindi di Diyarbakır e Giovanni Hormez di Mosul, aspirare al titolo di patriarca cattolico. La Santa Sede, che si stava riorganizzando dopo le vicende legate alla rivoluzione francese e all'occupazione napoleonica dello Stato pontificio, non poté dare una pronta risposta e questo determinò il perdurare di un clima di conflittualità all'interno della comunità cattolica caldea. Il 6 aprile 1828 morì Augustin Hindi ed il suo successore rinunciò ad ogni pretesa sul titolo patriarcale. Così Giovanni Hormez, che fino ad allora era stato trattato con diffidenza da Roma, fu riconosciuto come patriarca di tutti i caldei cattolici col titolo di "Patriarca di Babilonia dei Caldei" (5 luglio 1830). Iniziò da questo momento la terza serie di patriarchi cattolici, tuttora esistente. Un passo importante per lo sviluppo della Chiesa cattolica caldea fu l'adesione dell'intero monastero di Rabban Ormisda alla fede cattolica nel 1828.
Le Chiese cristiane sotto l'Impero turco non avevano il riconoscimento ufficiale del sultano: né quella siro-orientale, né quella siro-occidentale, né quella cattolica. La Chiesa apostolica armena trattava per conto di queste tre Chiese tutte le questioni civili con il governo di Istanbul. Nel 1844 la Santa Sede stipulò un Concordato con l'Impero turco, in base al quale i cattolici furono emancipati dalla tutela della Chiesa armena. I patriarchi cattolico e siriaco ottennero il diritto al berat (atto d'investitura), che comportò il riconoscimento ufficiale da parte del sultano.
Successivamente la Santa Sede intervenne in modo diretto sull'organizzazione della Chiesa caldea. Con la bolla Cum ecclesiastica disciplina del 31 agosto 1869 papa Pio IX applicò alla chiesa caldea le misure già prese per la Chiesa armeno-cattolica con la Reversurus del 1867: esse prevedevano che nell'elezione dei vescovi e del patriarca Roma avesse l'ultima parola, minando in tal modo le antiche tradizioni e le prerogative proprie della Chiesa caldea. Inoltre, in due occasioni (1860-1862 e 1874-1879), il patriarca caldeo operò per ristabilire un'antica consuetudine (interrotta però dal XVI secolo), ossia quella di nominare vescovi per la Chiesa cattolica caldea del Malabar in India, cosa mal sopportata a Roma. Papa Pio IX con la bolla Quae in patriarchatu riprovò con fermezza il comportamento del patriarca. Entrambe queste situazioni provocarono disagi e tensioni, risolti alla fine con la totale sottomissione dei protagonisti, in particolare del patriarca Yosep VI Audo, alle direttive della Santa Sede.

#### La Chiesa caldea nel Caucaso
Le prime comunità caldee che si insediarono nel Caucaso provenivano dall'alta valle del Tigri, nell'Impero ottomano. La comunità si ampliò con altri arrivi dopo il 1828. Dalla Turchia una nuova ondata giunse dopo il genocidio assiro del 1915.
La maggior parte dei caldei del Caucaso si insediò nella capitale georgiana, Tiblisi. Dopo che la Georgia entrò nell'orbita sovietica, molte chiese del Paese caucasico vennero chiuse, tra cui anche le chiese caldee. Durante il terrore staliniano subirono una feroce repressione e un certo numero di caldei fu deportato in Siberia e in Kazakistan.
Oggi gli assiro-caldei del Caucaso sono stimati in settemila fedeli. Vivono principalmente a Tbilisi, a Gardabani e nel villaggio di Dzveli Kanda, suddivisi tra la Chiesa caldea cattolica e la Chiesa assira d'Oriente. Il Messale caldeo (1998), che contiene l'Anafora di Addaï e Mari, è scritto in tre lingue, tra cui il georgiano.

### Dal XX secolo ad oggi

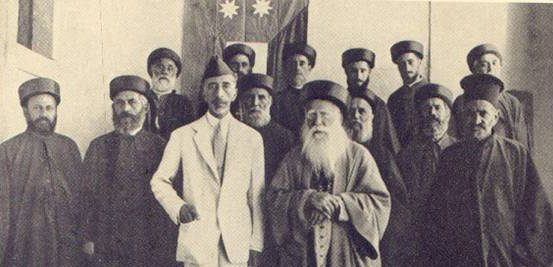
Il patriarca Yosep Emmanuel II Thoma (1900-1947) e i vescovi cattolici caldei con il re Faysal I.

A causa dell'instabilità della situazione politica in Iraq, decine di migliaia di caldei sono emigrati all'estero. Nel 2002 è nata a San Diego, in California, un'eparchia per i caldei emigrati negli Stati Uniti.
Una seconda eparchia è nata nel 2006 per i caldei emigrati in Australia.
A causa di una serie di attentati, nel 2006 il seminario patriarcale è stato trasferito da Baghdad a Arbil nel Kurdistan iracheno. L'antico seminario è stato trasformato in un condominio per famiglie bisognose per volontà espressa del patriarca Louis Raphaël I Sako. Nel 2007 e nel 2008 due assassini hanno funestato la vita della Chiesa caldea: l'omicidio di padre Ragheed Ganni (3 giugno 2007); l'omicidio dell'arcieparca di Mosul, Paulos Faraj Rahho, rapito e poi trovato senza vita il 13 marzo 2008.
Nel 2008 un vescovo assiro statunitense, Bawai Soro, ha chiesto di poter entrare in piena comunione con la Chiesa di Roma, assieme al clero e ai fedeli della sua diocesi. L'11 gennaio 2014 papa Francesco ha ufficialmente accolto questa richiesta assegnandogli la sede titolare vescovile di Foraziana.
Nell'ottobre 2009 è stata consacrata la prima chiesa cattolica caldea a Tbilisi in Georgia, dove si stima una presenza caldea di circa 6/7.000 fedeli, immigrati per lo più dalla Turchia alla fine della prima guerra mondiale e che hanno mantenuto la propria fede e la propria identità culturale durante il regime comunista.
Nel luglio 2014 i jihādisti di Abu Bakr al-Baghdadi hanno conquistato Mosul e sono dilagati nel Nord dell'Iraq. Una delle vittime è stata la comunità cristiana caldea della regione di Ninive: duecentomila persone sono state costrette alla fuga. I cristiani si sono trasferiti nelle regioni confinanti sotto il controllo dei peshmerga curdi. Molti di loro hanno scelto come nuova residenza la periferia di Erbil, capitale della regione autonoma del Kurdistan, dove hanno creato propri campi.

## Organizzazione

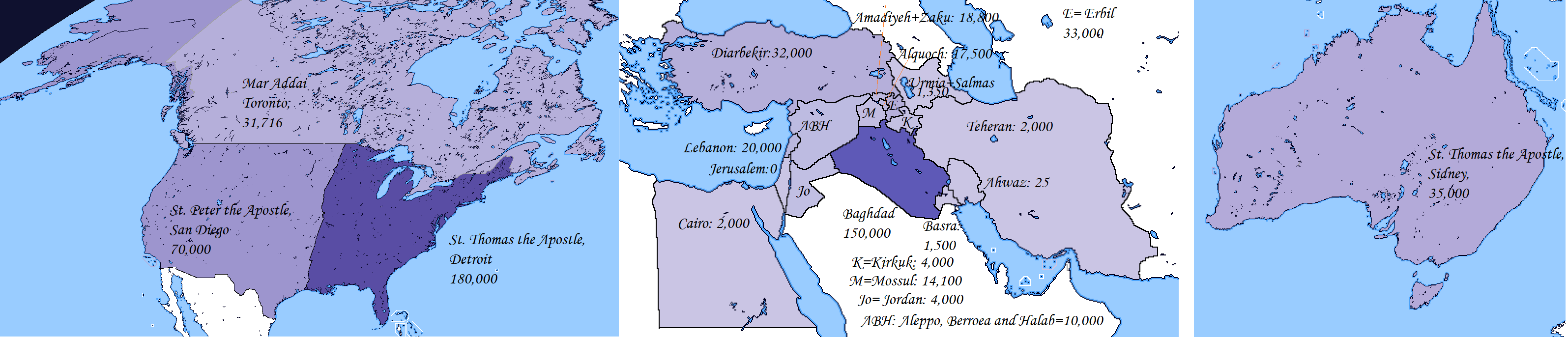
Le giurisdizioni della Chiesa cattolica caldea.

### In Medio Oriente
Iraq
- Arcieparchia di Baghdad (eparchia propria del patriarcato di Baghdad dei Caldei)
  - Eparchia di Alqosh
  - Eparchia di Duhok
  - Eparchia di Zākhō
- Arcieparchia di Kirkuk (metropolitana senza suffraganee)
- Arcieparchia di Arbil (non metropolitana)
- Arcieparchia di Bassora (non metropolitana)
- Arcieparchia di Mosul e Aqra (non metropolitana)

 Iran
- Arcieparchia di Teheran (metropolitana senza suffraganee)
- Arcieparchia di Urmia
  - Eparchia di Salmas
- Arcieparchia di Ahwaz (suffraganea di Baghdad dei Caldei)

 Turchia
- Arcieparchia di Diyarbakır (non metropolitana)

 Siria
- Eparchia di Aleppo

 Libano
- Eparchia di Beirut

 Egitto
- Eparchia del Cairo

 Giordania,  Israele e  Palestina
- Territori dipendenti dal patriarcato

### Nella diaspora
Sono immediatamente soggette alla Santa Sede le seguenti circoscrizioni ecclesiastiche:
 Stati Uniti
- Eparchia di San Pietro Apostolo di San Diego
- Eparchia di San Tommaso Apostolo di Detroit

 Canada
- Eparchia di Mar Addai di Toronto

 Australia e  Nuova Zelanda
- Eparchia di San Tommaso Apostolo di Sydney

## Sinodo patriarcale
Elenco dei Presidenti del Sinodo della Chiesa caldea cattolica:
- Patriarca Paul II Cheikho (1969 - 13 aprile 1989)
- Patriarca Rafael I Bidawid (11 giugno 1989 - 7 luglio 2003)
- Cardinale Emmanuel III Delly (3 dicembre 2003 - 19 dicembre 2012)
- Cardinale Louis Raphaël I Sako, dal 31 gennaio 2013